# Emisie spontană
In mod natural, atomul se gaseste pe starea sa fundamentala corespunzatoare celei mai de jos energii, E1. Cand este adus pe un nivel de energie mai ridicat (nivel excitat), E2, electronul nu ramane decat o perioada foarte scurta de timp (de ordinul 10-8s) urmand ca apoi sa revina la starea initiala emitand un foton de energie hv = E2 - E1. Acest proces se numeste emisia spontana a luminii.